# Ectemnonotum coruscans
Ectemnonotum coruscans is een halfvleugelig insect uit de familie schuimcicaden (Cercopidae). De wetenschappelijke naam van deze soort is voor het eerst geldig gepubliceerd in 1930 door Lallemand.